# Clément Tainmont
Clément Tainmont (Valenciennes, 3 februari 1986) is een Frans voetbalcoach en voormalig voetballer die als middenvelder speelde.

## Carrière
Tainmont speelde vijftien jaar in de jeugdopleiding van Valenciennes FC, de club van zijn geboortestad. Daarna speelde hij in de lagere afdelingen bij US Lesquin, USL Dunkerque en Amiens SC. In 2011 debuteerde de middenvelder in de Ligue 2 in het shirt van Stade Reims. Eén jaar later trok hij naar LB Châteauroux, waar hij twee seizoenen zou verblijven. Op 28 januari 2014 tekende Tainmont een contract voor twee en een half jaar bij Sporting Charleroi.  Op 1 februari 2014 debuteerde hij in de Jupiler Pro League in het thuisduel tegen KV Oostende. Op 22 februari 2014 scoorde de Fransman zijn eerste doelpunt in eerste klasse in de thuiswedstrijd tegen Zulte Waregem.
In januari 2018 vertrok hij naar KV Mechelen, waarmee hij in zijn eerste seizoen degradeerde naar Eerste klasse B maar het jaar nadien zijn waarde toch bewees. Hij besliste de promotiefinale op 16 maart 2019 in de 87ste minuut door afvallende bal in doel te werken en zo KV Mechelen terug naar Eerste klasse A te schieten. Tainmont bleef nog een jaar bij KV Mechelen, maar zag zijn aflopende contract in 2020 niet verlengd worden.
In juli 2021 ondertekende Tainmont, die in het seizoen 2020/21 zonder club had gezeten, een eenjarig contract met optie op een extra jaar bij tweedeklasser Royal Excel Moeskroen. Na het faillissement van de club in mei 2022 bleef Tainmont opnieuw een tijdje zonder club, waarna hij in januari 2023 een contract tot het einde van het seizoen ondertekende bij derdeklasser Francs Borains. Tainmont hielp de club aan promotie naar Eerste klasse B, waarop hij een nieuw contract kreeg in het Robert Urbainstadion.
Na afloop van het seizoen 2023/24 hing Tainmont de voetbalschoenen aan de haak. De 38-jarige Fransman bleef actief in het Belgisch voetbal: in juni 2024 kondigde kersvers tweedeklasser RAAL La Louvière aan dat Tainmont aan de slag ging als assistent van hoofdtrainer Frédéric Taquin.

## Clubstatistieken
| Seizoen         | Club                  | Competitie           | Competitie | Competitie | Play-offs | Play-offs | Beker | Beker | Totaal | Totaal |
| Seizoen         | Club                  | Competitie           | Wed.       | Dlp.       | Wed.      | Dlp.      | Wed.  | Dlp.  | Wed.   | Dlp.   |
| --------------- | --------------------- | -------------------- | ---------- | ---------- | --------- | --------- | ----- | ----- | ------ | ------ |
| 2009/10         | Stade de Reims        | Championnat National | 32         | 7          | —         | —         | 0     | 0     | 32     | 7      |
| 2010/11         | → Amiens SC           | Championnat National | 28         | 5          | —         | —         | 2     | 0     | 30     | 5      |
| 2011/12         | Stade de Reims        | Ligue 2              | 32         | 4          | —         | —         | 1     | 0     | 33     | 4      |
| 2012/13         | LB Châteauroux        | Ligue 2              | 34         | 6          | —         | —         | 1     | 0     | 35     | 6      |
| 2013/14         | LB Châteauroux        | Ligue 2              | 14         | 1          | —         | —         | 0     | 0     | 14     | 1      |
| 2013/14         | Sporting Charleroi    | Eerste klasse        | 6          | 1          | 6         | 3         | 0     | 0     | 12     | 4      |
| 2014/15         | Sporting Charleroi    | Eerste klasse        | 27         | 5          | 11        | 2         | 3     | 1     | 41     | 8      |
| 2015/16         | Sporting Charleroi    | Eerste klasse        | 18         | 0          | 9         | 0         | 1     | 1     | 28     | 1      |
| 2016/17         | Sporting Charleroi    | Eerste klasse        | 23         | 1          | 9         | 0         | 1     | 0     | 33     | 1      |
| 2017/18         | Sporting Charleroi    | Eerste klasse        | 9          | 2          | 0         | 0         | 2     | 0     | 11     | 2      |
| 2017/18         | KV Mechelen           | Eerste klasse        | 8          | 1          | —         | —         | 0     | 0     | 8      | 1      |
| 2018/19         | KV Mechelen           | Eerste klasse B      | 21         | 2          | 2         | 1         | 6     | 3     | 29     | 6      |
| 2019/20         | KV Mechelen           | Eerste klasse A      | 21         | 0          | 0         | 0         | —     | —     | 21     | 0      |
| 2021/22         | Royal Excel Moeskroen | Eerste klasse B      | 24         | 3          | 0         | 0         | 1     | 0     | 25     | 3      |
| 2022/23         | Francs Borains        | Eerste nationale     | 17         | 6          | 0         | 0         | —     | —     | 17     | 6      |
| 2023/24         | Francs Borains        | Eerste klasse B      | 15         | 1          | 1         | 0         | —     | —     | 16     | 1      |
| Carrière totaal | Carrière totaal       | Carrière totaal      | 330        | 45         | 37        | 6         | 18    | 5     | 385    | 56     |

## Palmares
| Competitie               | Aantal      | Jaren       |             |             |
| KV Mechelen              | KV Mechelen | KV Mechelen | KV Mechelen | KV Mechelen |
| ------------------------ | ----------- | ----------- | ----------- | ----------- |
| Nationaal                |             |             |             |             |
| Kampioen Eerste Klasse B | 1x          | 2018/19     |             |             |
| Beker van België         | 1x          | 2019        |             |             |